# Эквист, Юсефин
Анна Ленита Юсефин Эквист (швед. Anna Lenita Josefine Öqvist; род. 23 июля 1983, Уппсала) — шведская футболистка, полузащитник. Автор победного гола в ворота сборной Канады в матче полуфинала Чемпионата мира 2003.

## Карьера
Изначально Юсефин выступала на позиции нападающей, однако в заявку футбольного турнира летних Олимпийских игр 2008 года она попала как полузащитник. Во время турнира футболистка получила серьёзную травму и была заменена другой шведкой — Марией Аронссон.
С 2005 года Юсефин выступала в футбольном клубе «Линчёпинг» из одноимённого города в лене Эстергётланд. После удачного для футболистки сезона 2008 года поступило предложение перейти в футбольный клуб «Умео». Однако Эквист предпочла заключить новый контракт сроком на два года со своим нынешним клубом. В ноябре 2009 года старшая сестра Юсефины Каролина Эквист умерла во время эпилептического припадка в возрасте 29 лет. В 2011 году футболистка перешла в футбольный клуб «Тюресо».
В составе сборной Швеции на Чемпионате мира 2011 Эквист выходила на поле во всех матчах. 16 июля 2011 в матче за третье место против сборной Франции она получила красную карточку за столкновение с француженкой Соней Бомпастор. Но и в меньшинстве сборная Швеции одержала победу со счётом 2:1. Эквист также отличилась в полуфинальном матче с будущими чемпионками — сборной Японии, но в итоге Швеция проиграла со счётом 1:3.
В январе 2012 года Юсефин сообщила, что беременна, вследствие чего пропустила сезон-2012. После рождения дочери, Стеллы, Эквист приняла решение продолжить карьеру в футбольном клубе «Кристианстад». Это было обусловлено тем, что Юсефин жила в то время в соседнем городе Мальмё вместе с датским профессиональным хоккеистом Стефаном Лассеном, выступавшим за хоккейный клуб «Мальмё».
После окончания домашнего Чемпионата Европы 2013 Эквист заключила контракт с французским футбольным клубом «Монпелье».

## Интересные факты
- Весной 2004 года Эквист приняла участие в бикини-фотосессии шведского журнала для мужчин «Slitz»[11].
- На матче чемпионата мира 2011 года Юсефин поменялась футболкой с болельщиком[12].